# Katrine Aalerud
Katrine Aalerud (Vestby, 4 dicembre 1994) è una ciclista su strada norvegese che corre per il team Uno-X Mobility. Attiva tra le Elite UCI dal 2017, è stata tre volte campionessa nazionale a cronometro, nel 2020, 2021 e 2024.

## Palmarès
- 2020 (Movistar Team, una vittoria)

Campionati norvegesi, Prova a cronometro Elite
- 2021 (Movistar Team, una vittoria)

Campionati norvegesi, Prova a cronometro Elite
- 2023 (Movistar Team, una vittoria)

Classifica generale Vuelta a Andalucía
- 2024 (Uno-X Mobility, una vittoria)

Campionati norvegesi, Prova a cronometro Elite

## Piazzamenti

### Grandi Giri
- Giro d'Italia

2017: ritirata (8ª tappa)
2018: 18ª
2019: 64ª
2020: 16ª
2021: 20ª
2024: 33ª
2025: 10ª
- Tour de France

2024: 25ª

### Competizioni mondiali
- Campionati del mondo

Doha 2016 - In linea Elite: 39ª
Bergen 2017 - In linea Elite: ritirata
Innsbruck 2018 - In linea Elite: ritirata
Yorkshire 2019 - Cronometro Elite: 31ª
Yorkshire 2019 - In linea Elite: 40ª
Imola 2020 - In linea Elite: 24ª
Fiandre 2021 - Cronometro Elite: 27ª
Fiandre 2021 - In linea Elite: 83ª
Wollongong 2022 - In linea Elite: ritirata
Glasgow 2023 - In linea Elite: ritirata
Zurigo 2024 - In linea Elite: 39ª
- Giochi olimpici

Tokyo 2020 - In linea: 37ª
Tokyo 2020 - Cronometro: 20ª

### Competizioni continentali
- Campionati europei

Plumelec 2016 - Cronometro Elite: 21ª
Plumelec 2016 - In linea Elite: ritirata
Plouay 2020 - Cronometro Elite: 19ª
Plouay 2020 - In linea Elite: 49ª
Trento 2021 - Cronometro Elite: 16ª
Trento 2021 - In linea Elite: 22ª
Limburgo 2024 - Cronometro Elite: 6ª
Limburgo 2024 - In linea Elite: ritirata